# Dreifaltigkeitskapelle (Kempten)

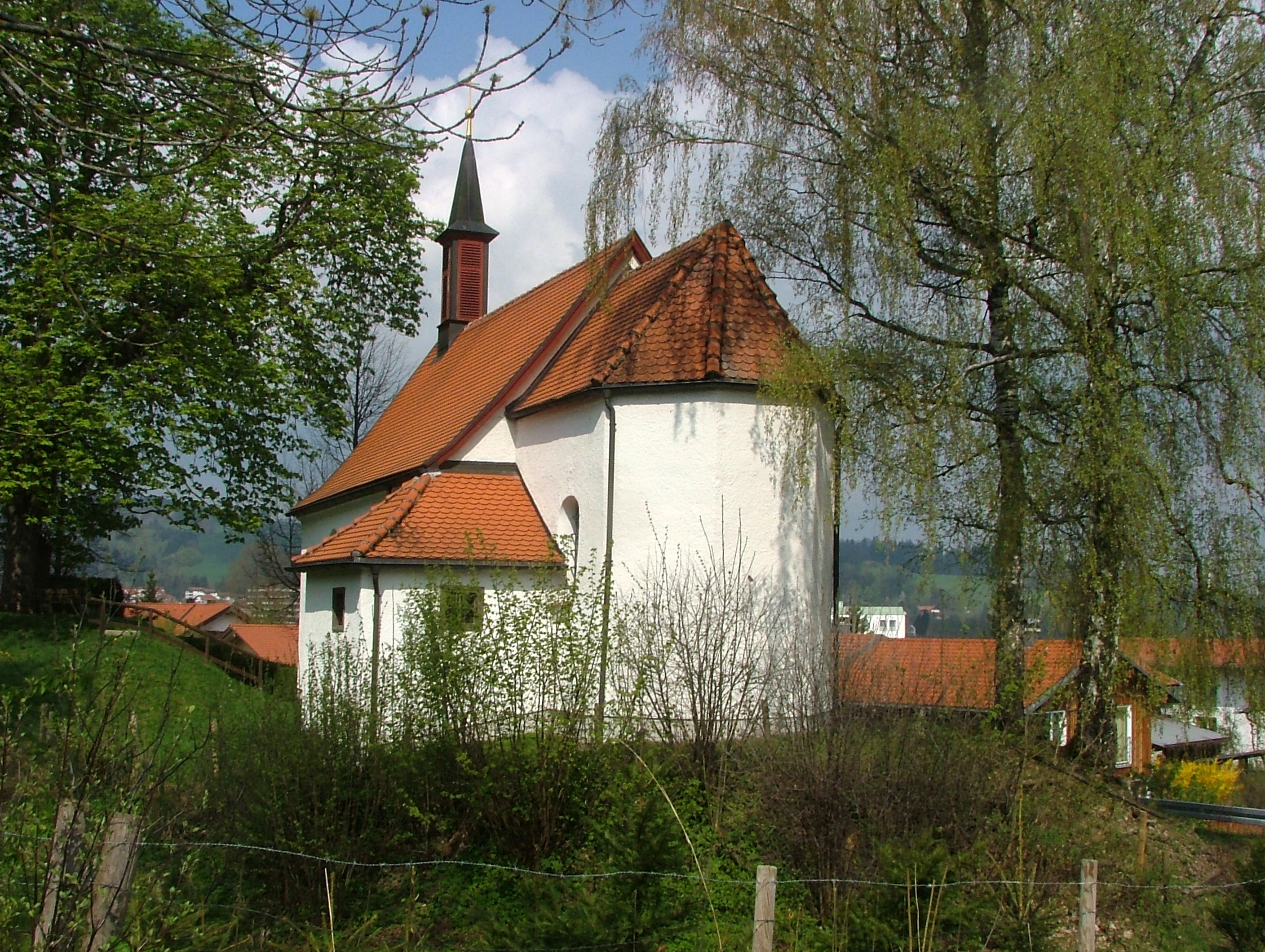
Dreifaltigkeitskapelle in Kempten

Die römisch-katholische Dreifaltigkeitskapelle ist eine kleine, denkmalgeschützte Kapelle im Stadtteil Steufzgen am westlichen Rand der Stadt Kempten (Allgäu). Erbaut wurde die Kapelle um 1735.

## Beschreibung
Bei der Dreifaltigkeitskapelle handelt es sich um einen spätbarocken Bau mit einem eingezogenen Polygonalchor und angefügter Sakristei im südlichen Chorwinkel. Das Kirchenschiff entspricht zwei Rundbogenfensterachsen aus der Zeit um 1735, der nach einer Rundbogenfensterachse dreiseitig geschlossene Chor ist im Kern älter.
Das gedrückte Tonnengewölbe steht über einem Profilgesims mit einem segmentbogigen Chorbogen. Unter der Empore in der Stichbogennische ist der korbbogige Westausgang. Auf dem Dach ruht ein quadratischer Dachreiter.

## Ausstattung

### Stuck und Fresken
Der Stuck in der Kapelle ist aus 1735; es handelt sich um einfaches Bandelwerk mit Gitterfeldern und Blütengehänge um zwei leere, einst freskierte Rahmenfelder. In den Ecken sind Bandelwerkkartuschen mit Fresken der vier Evangelisten in Grisaille. Diese Fresken sind modern erneuert. Über dem Chorbogen ist das Auge Gottes stuckiert.

### Altar
Die Kapelle ist mit einem Altar aus der Zeit um 1860 ausgestattet. Das Altarblatt der Zeit zeigt die Dreifaltigkeit und ist mit L. Weiß signiert. Seitlich auf den Konsolen stehen Figuren der Heiligen Gallus(?) und Magnus. Im Schiff hängt ein hölzernes Altarblatt in einfachem Stil aus dem 18. Jahrhundert mit der Dreifaltigkeit.